# Keltské moře
Keltské moře, anglicky Celtic Sea, je okrajové moře Atlantského oceánu ležící jižně od pobřeží Irska. Název Keltské moře byl prvně navržen E. W. L. Holtem v roce 1921.

## Poloha

Hloubkové poměry v Keltském moři a okolí

Na severu je Keltské moře vymezeno pobřežím Irska od mysu Mized Head až k Carnsore Point, dále sousedí s Irským mořem, hranice vede mezi irským mysem Carnsore Point a velšským mysem St. David's Head. Na východě je omezeno pevninou Walesu, Bristolským zálivem (Bristol Channel), daného hranicí mezi velšským mysem St. Govan's Head a anglickým mysem Hartland Point v Devonu, severozápadním pobřežím Cornwallského poloostrova až po Land's End, odkud vede hranice s Lamanšským průlivem k Île Vierge (48°38′18″ s. š., 4°34′7″ z. d.), dále po pobřeží Bretaně k Ponte de Penmarch. Na jihu je Keltské moře omezeno hranicí s Biskajským zálivem, vede zhruba k 46°30′ s. š., 5°30′35″ z. d., odtud míří k 49° s. š., 11°30′ z. d. po hranici s Atlantským oceánem, západní hranice jde po poledníku k 51° s. š., 11°30′ z. d. a odtud k mysu Mized Head.

## Ostrovy
V Keltském moři se nachází souostroví Scilly a ostrov Ouessant. V mělkém moři je mnoho lavic – Nymphe Bank, Jones Bank, Labadie Bank. 

## Lov ryb
V moři je rozšířen lov makrel, při pobřeží Irska se loví kambaly.